# Нестлер, Габи
Габи Нестлер (нем. Gaby Nestler; 16 февраля 1967 года) — восточногерманская лыжница, призёрка чемпионата мира, победительница этапа Кубка мира. Рекорд: Самая молодая победительница кубка мира по лыжным гонкам, выиграла когда ей было 18 лет и 329 дней. 

## Карьера
В Кубке мира Нестлер дебютировала в 1984 году, в январе 1986 года одержала единственную в карьере победу на этапе Кубка мира. Кроме этого имеет на своём счету 1 попадание в тройку лучших на этапах Кубка мира. Лучшим достижением Нестлер в общем итоговом зачёте Кубка мира является 6-е место в сезоне 1985/86.
Принимала участие в двух чемпионатах мира, на чемпионате мира 1985 года в Зефельде завоевала бронзовую медаль в эстафетной гонке.